# 瘤鸭属
瘤鸭属（学名：Sarkidiornis）是鸭科下的一个属。

## 下属物种
本属包括以下物种：
- 瘤鸭 Sarkidiornis melanotos (Pennant, 1769)
- 美洲瘤鸭 Sarkidiornis sylvicola H. & R. Ihering, 1907